# Вища освіта України
«Вища освіта України» — український теоретичний та науково-методичний журнал для наукових, науково-педагогічних працівників, аспірантів, докторантів, інших вчених, слухачів, студентів, педагогів ЗВО.

## Історія та зміст
Заснований у 2001 році МОН України, НАПНУ, Інститутом вищої освіти НАПНУ, видавництвом «Педагогічна преса». Виходить 4 рази на рік (щоквартально). Матеріали публікують українською мовою.
Створений з метою узагальнення творчого доробку науковців, методистів, управлінців вищої школи України; поширення і впровадження досвіду роботи за напрямами діяльності ЗВО України; ознайомлення педагогічних працівників держави із світовими досягненнями у галузі вищої школи. 
Постійні рубрики: «Проблемна стаття», «Філософія, зміст і прогнозування вищої освіти», «Час реформ», «Сторінка ректора», «Молодому науковцеві», «Педагогічна майстерність», «Економіка та управління вищою освітою», «Гуманізація освіти», «Новітні технології освіти», «Виховання особистості», «Мова — головний інструмент наукових досліджень», «Історія педагогічних ідей», «Психологія професійної освіти», «Студентське самоуправління», «Зарубіжний досвід» тощо. Окремі рубрики присвячені: презентаціям навчальних закладів, проблемам підготовки гуманітаріїв і фахівців негуманітарного профілю, людей з особливими потребами, іноземних громадян тощо. 
Головний редактор — Андрущенко В. (з 2001 року).